# Belmont-d'Azergues
Belmont-d'Azergues är en kommun i departementet Rhône i regionen Auvergne-Rhône-Alpes i östra Frankrike. Kommunen ligger i kantonen Anse som tillhör arrondissementet Villefranche-sur-Saône. År 2022 hade Belmont-d'Azergues 717 invånare.

## Befolkningsutveckling
Antalet invånare i kommunen Belmont-d'Azergues
| Referens: INSEE |